# Distenia marinonii
Distenia marinonii es una especie de escarabajo longicornio del género Distenia, categorizada en la tribu Disteniini, de la orden Coleoptera. Fue descrita por Botero & Almeida en 2019.

## Descripción
Mide 14,5-18 mm de longitud.

## Distribución
Se distribuye por Brasil.